# Rischio totale
Rischio totale (Narrow Margin) è un film del 1990 diretto da Peter Hyams, rifacimento – seppur con alcune significative differenze a livello di trama – de Le jene di Chicago del 1952 diretto da Richard Fleischer.

## Trama
A Los Angeles una donna, Carol Hunnicut, assiste all'omicidio dell'uomo con cui stava trascorrendo la serata ad opera di un potente boss della mafia, Leo Watts, senza che quest'ultimo si accorga della sua presenza. Durante le indagini la polizia, grazie ad un'impronta, scopre la presenza della donna sul luogo dell'omicidio, e cerca di mettersi in contatto con quest'ultima per farla testimoniare; grazie alla confessione di un'amica viene rintracciata in una baita sulle montagne del Canada, dove nel frattempo la donna si era nascosta impaurita.
Il vice-procuratore distrettuale Robert Caulfield parte così in elicottero alla volta del Canada per recuperare la donna e convincerla a testimoniare; una volta arrivati alla baita, vengono tuttavia sparati colpi di mitra da un elicottero che nel frattempo li aveva seguiti: James Dahlbeck, vice-assistente del procuratore e talpa di Watts all'interno del dipartimento, aveva infatti rivelato anche al criminale il nascondiglio della donna. Durante la sparatoria rimane ucciso il poliziotto che aveva accompagnato Caulfield, Dominick Benti, oltre che il pilota dell'elicottero.
Scampati alla sparatoria, per Caulfield e Carol inizia un lungo inseguimento attraverso le montagne del Canada; i due riescono infine a prendere il treno per Vancouver, dove tuttavia saranno comunque braccati dagli scagnozzi di Leo Watts, deciso in ogni modo a non far arrivare la donna sul banco dei testimoni; quest'ultimo invia così il sicario Nelson, che cerca di corrompere Caulfield offrendogli per conto del mafioso un'ingente quantità di denaro, e due ulteriori assassini, Nigro e Loughlin, i quali fingono di essere gli agenti incaricati di condurre Carol in un luogo sicuro. Caulfield scopre infine che anche Kathryn Weller, una passeggera che aveva finto durante tutto il tragitto di essere una ingenua e goffa divorziata, è in realtà un'altra delle persone che hanno avuto il compito di assassinare Carol.
Nel frattempo, Caulfield scopre anche il motivo della riluttanza della donna nel voler testimoniare: Carol è infatti madre di un bambino, e teme che Watts possa ucciderlo. Sono tuttavia i sicari inviati da quest'ultimo ad avere la peggio, così dopo la morte di questi ultimi il vice-procuratore riesce ad abbandonare il treno e a rifugiarsi in una baita, dove può telefonare al suo superiore, Martin Larner, informandolo del doppio gioco di Dahlbeck e della sua esatta posizione. Carol Hunnicut può dunque testimoniare e indicare Watts come mandante dell'omicidio, mentre Caulfield assiste compiaciuto all'espressione di Watts, terrificato per l'ormai certa condanna.

## Distribuzione
Negli Stati Uniti la pellicola è stata distribuita dalla TriStar Pictures a partire dal 21 settembre 1990, mentre in Italia dalla Penta Film a partire dal 16 novembre dello stesso anno.

### Edizione italiana

#### Doppiaggio
Il doppiaggio originale fu eseguito dalla Cast Doppiaggio srl, sotto la direzione di Roberto Del Giudice e su dialoghi di Sandro Cosenza, e venne incluso nell'edizione VHS e DVD della Cecchi Gori. Nel 2003, in occasione per la trasmissione televisiva, è stato effettuato un ridoppiaggio ad opera della SEFIT-CDC sotto la direzione di Anna Rita Pasanisi e basato sugli stessi dialoghi del primo doppiaggio, ma con lievi modifiche: tra i personaggi principali, solo quello di Robert Caulfield ha mantenuto la voce di Sergio Fiorentini in entrambe le edizioni. Da allora, è sempre stato usato il ridoppiaggio per le repliche televisive e per le successive distribuzioni home video.